# 古蹄兔科
古蹄兔科（學名Archaeohyracidae）是一科已滅絕的南方有蹄目，其下共有4個屬。牠們生存於始新世至漸新世的南美洲。